# Jennifer Kessy
Jennifer Anne Kessy (San Juan Capistrano, 31 luglio 1977) è un'ex pallavolista e giocatrice di beach volley statunitense.

## Biografia
Ha iniziato la sua carriera agonistica come pallavolista, dopo aver disputato la NCAA Division I con la University of Southern California dal 1995 al 1998. È stata altresì un membro della nazionale statunitense juniores. A livello professionistico ha giocato per le Chicago Thunder nel 2002 e l'anno successivo nel campionato portoricano per le Pinkin de Corozal. Nello stesso anno però ha lasciato la pallavolo per dedicarsi esclusivamente al beach volley.
Ha debuttato nel circuito professionistico internazionale il 30 giugno 2000 a Chicago, negli Stati Uniti d'America, in coppia con Angie Simpson piazzandosi in 41ª posizione. Il 30 giugno 2007 ha ottenuto la sua prima vittoria in una tappa del World tour a Stavanger, in Norvegia, insieme a April Ross. Nel massimo circuito FIVB ha trionfato per 9 volte, tutte con la Ross.
Ha preso parte all'edizione dei Giochi olimpici di Londra 2012, occasione in cui ha conquistato la medaglia d'argento insieme a April Ross.
Ha altresì partecipato a quattro edizioni dei campionati mondiali, salendo sul podio in una occasione, a Stavanger 2009, quando ha vinto il titolo iridato in coppia con April Ross.

## Palmarès

### Giochi olimpici
- 1 argento: a Londra 2012

### Campionati mondiali
- 1 oro: a Stavanger 2009

### World tour
- 29 podi: 9 primi posti, 11 secondi posti e 9 terzi posti

#### World tour - vittorie
| Data             | Località  | Nazione    | in coppia con |
| ---------------- | --------- | ---------- | ------------- |
| 30 giugno 2007   | Stavanger | Norvegia   | April Ross    |
| 9 novembre 2008  | Phuket    | Thailandia | April Ross    |
| 16 novembre 2008 | Sanya     | Cina       | April Ross    |
| 4 luglio 2009    | Stavanger | Norvegia   | April Ross    |
| 26 luglio 2009   | Marsiglia | Francia    | April Ross    |
| 8 novembre 2009  | Phuket    | Thailandia | April Ross    |
| 9 maggio 2010    | Shanghai  | Cina       | April Ross    |
| 22 maggio 2010   | Roma      | Italia     | April Ross    |
| 2 luglio 2011    | Stavanger | Norvegia   | April Ross    |
| 28 ottobre 2012  | Bang Saen | Thailandia | April Ross    |